# Pudelmütze

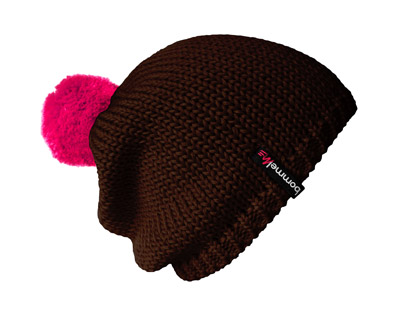
Moderne Bommelmütze

Eine Pudelmütze (eng. bobble hat) auch als Bommelmütze, Plümmelmütze, Pudelhaube, Bommelhaube bezeichnet, ist eine gestrickte Mütze aus Wolle, Baumwolle, Kunstfaser oder einem Mischgewebe, an deren Oberseite ein Bommel befestigt ist. Diese Bommel ist aufgebaut wie ein Pompon und hat Ähnlichkeiten mit Fellfrisuren, wie sie häufig für Pudel geschnitten werden. Sie ist als Verzierung meist direkt oder an der Mütze befestigt oder hängt an einer Kordel.

## Geschichte und Herkunft

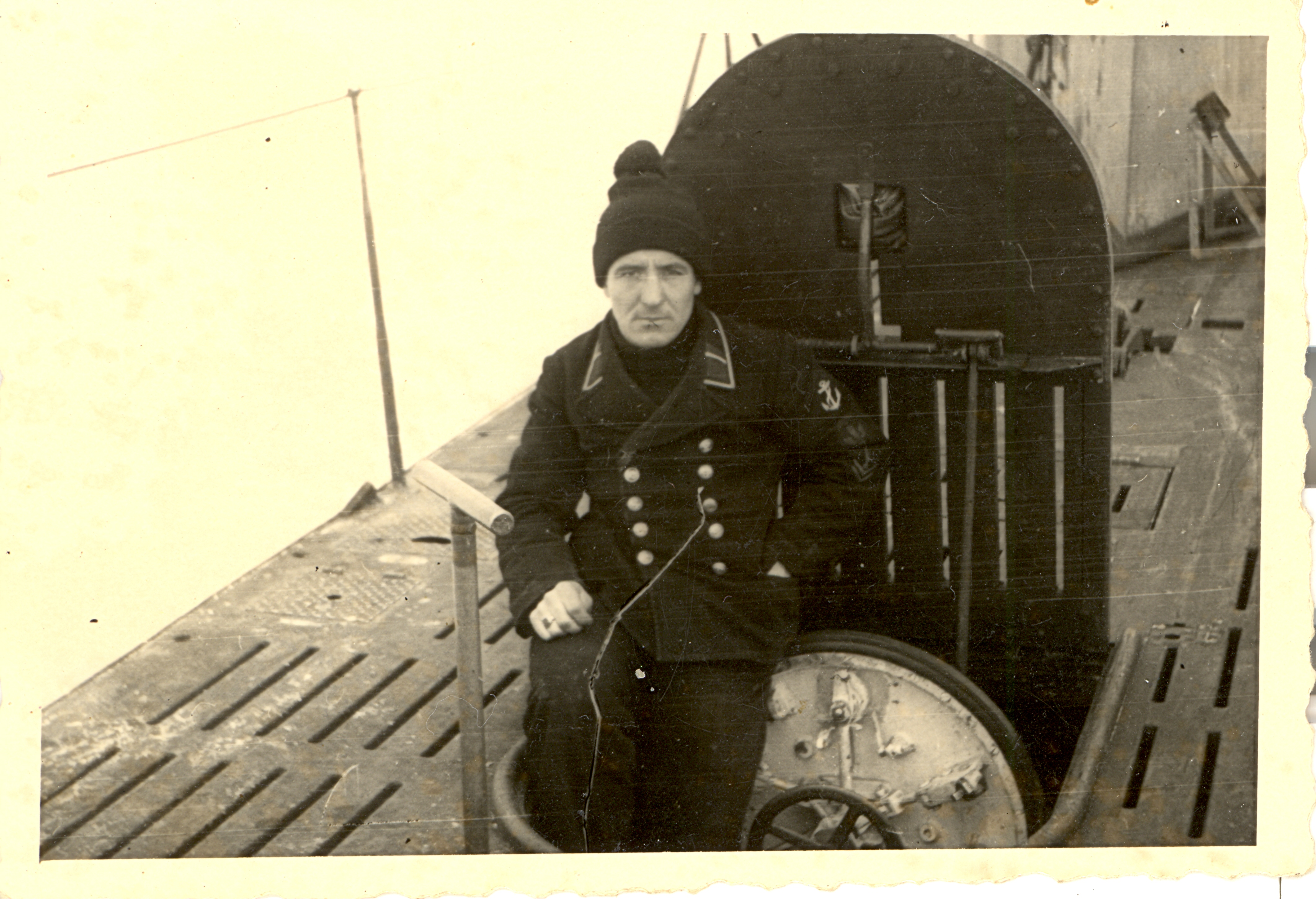
Deutscher Soldat mit Bommel- mütze,Ende des U-Boot-Krieges, 1945

Als Vorläufer der Bommelmütze gelten die mit Pompons verzierten Mützen, diverser Soldaten, die als Erkennungsmerkmal der unterschiedlichen Regimente und Kompanien dienten.
Mittlerweile schützen Bommelmützen in erster Linie Zivilisten, beider Geschlechter und nahezu aller Altersgruppen, an kalten Herbst- und Wintertagen und halten Kopf und Ohren warm. Bereits seit dem 19. Jahrhundert gibt es Bommelmützen, die zunächst im maritimen Bereich, in der Schifffahrt und der Fischerei zum Einsatz kamen. Wichtig war neben dem warm halten des Kopfes auch der feste Sitz, wenn es auf See einmal stürmt. Da die Deckenhöhe auf Schiffen oft sehr knapp bemessen war, diente der Bommel ursprünglich als Stoßdämpfer, da sich die Seeleute unter Deck – insbesondere bei starkem Wellengang und stürmischem Wetter -oftmals den Kopf angestoßen haben.

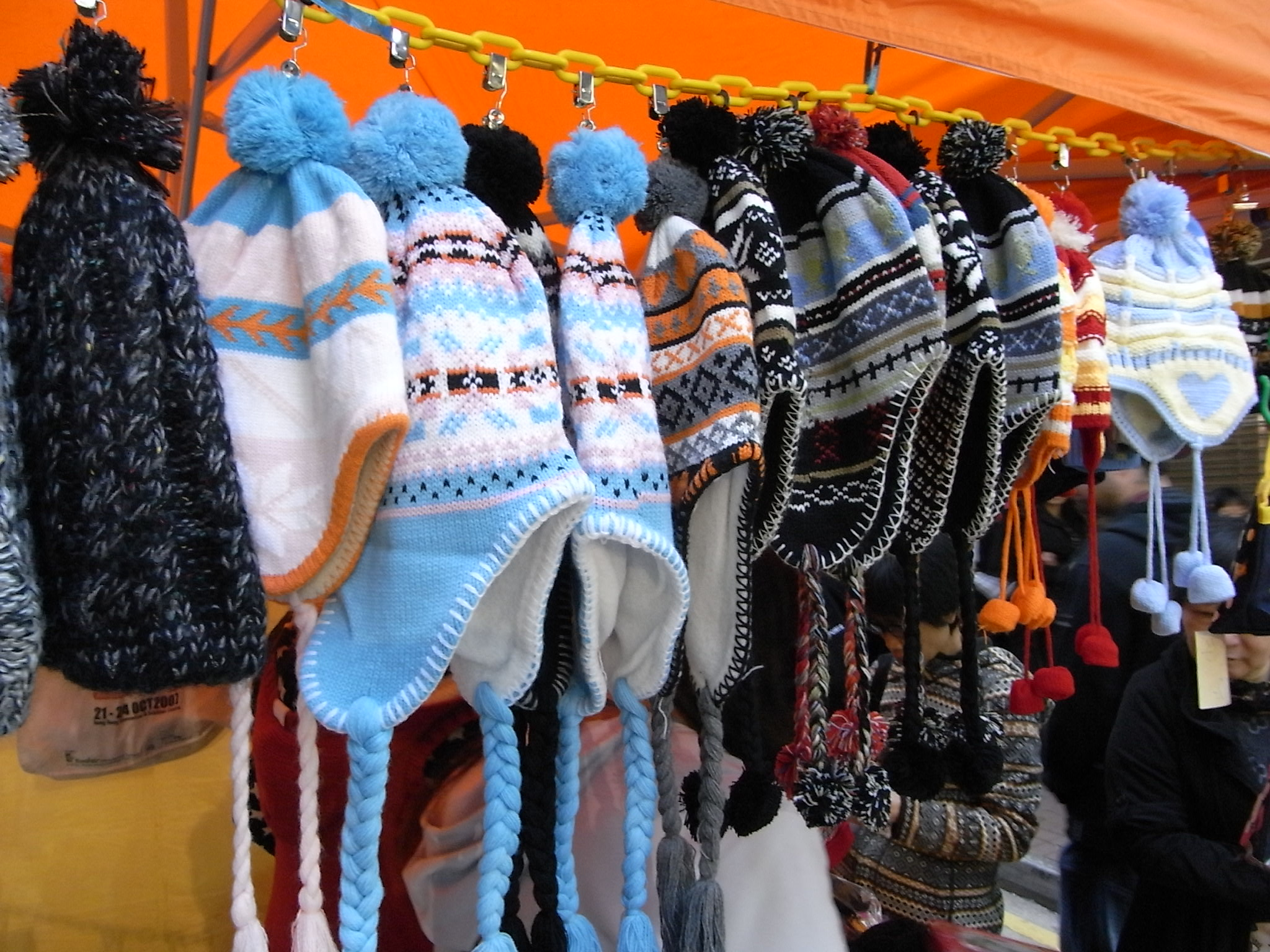
Pudelmützen für Kinder lassen sich oft unter dem Kinn zubinden

Aus diesen Gründen gehörte eine wollene Pudelmütze u. a. zur Erstausrüstung der Schiffsjungen in Seemannschulen und ist bis heute ein oft eingesetzter Ausrüstungsgegenstand bei Seeleuten und Fischern.

## Verbreitung der Bommelmütze als Bekleidungsstück
In England und im Baltikum ist diese Mütze bei allen Altersstufen als Bekleidungsstück weit verbreitet, wird jedoch überwiegend von Männern getragen. International wird die mittlerweile nicht nur von Kindern und Jugendlichen getragen, sondern auch von Frauen. Im Bereich der Damenmode haben sich dabei auch neue Varianten gebildet, wie mit Glitzergarn gestricket oder mit Fellpuscheln versehene Modelle. Als Kindermütze haben Bommelmützen oft an beiden Seiten Kordeln, mit denen sie unter dem Kinn verschlossen werden kann, um das Abreißen oder Abrutschen der Mütze zu verhindern.
Neben dem Angebot an industriell oder privat produzierten Pudelmützen, gibt es zahlreiche Anleitungen, diese selbst zu stricken und mit dem typischen Bommel zu versehen. Einige Anleitungen wenden sich dabei gezielt an Kinder und Jugendliche und zeigen Schritt für Schitt, wie man sich eine Pudelmütze selber machen kann.

## Trivia
- Als Erfinderin der Bommelmütze gilt Eugénie de Montijo (1826–1920), die letzte Kaiserin Frankreichs.[1]
- Darstellungen des Weihnachtsmannes seit Ende des 19. Jahrhunderts zeigen ihn meistens mit roter Pudelmütze und weißem Bommel.
- Verwendet wurde die Pudelmütze unter anderem in der von Tom Gerhardt erfundenen Serie „Hausmeister Krause“, in der die Figur Tommie immer eine Pudelmütze trägt.
- Zahlreiche Sportler verwenden Pudelmützen, darunter Schlagmänner im Baseball und Fußballspieler, wie beispielsweise der frühere Torhüter der Färöer Jens Martin Knudsen, der während des Spiels immer eine Pudelmütze trug.

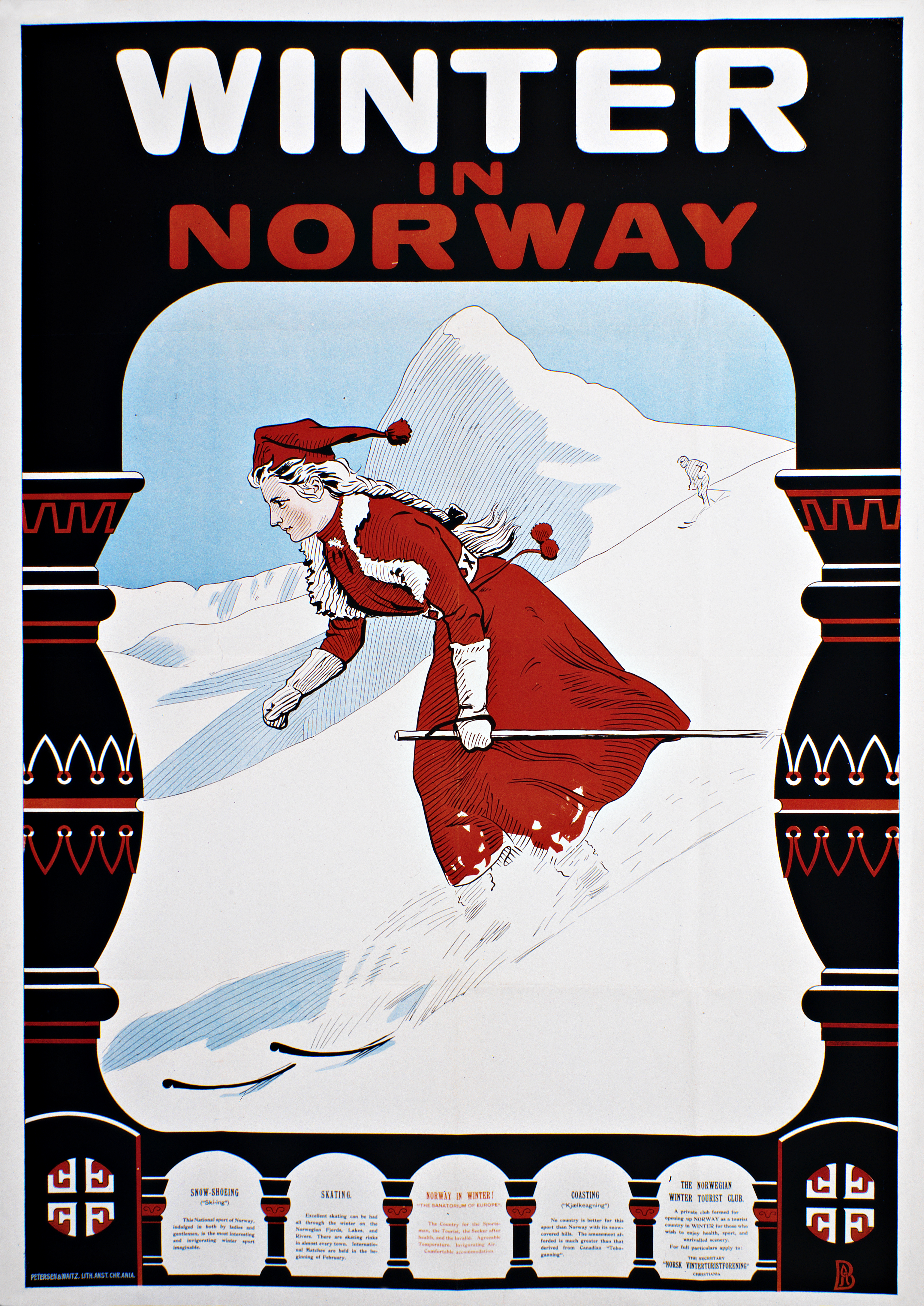
Winterliche Grußkarte, Norwegen, 1907
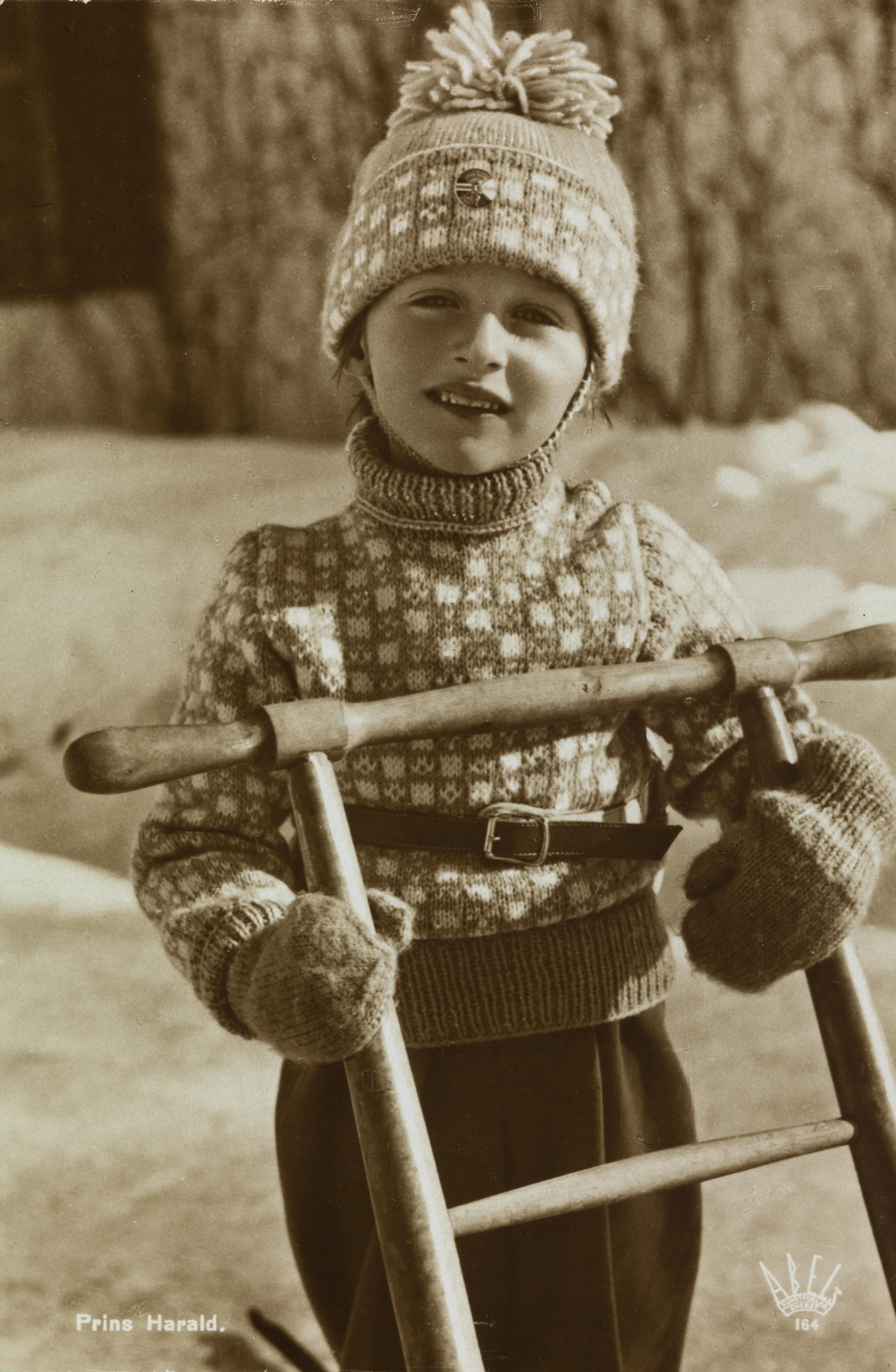
Der norwegische König Harald V., 1940 mit Pudelmütze
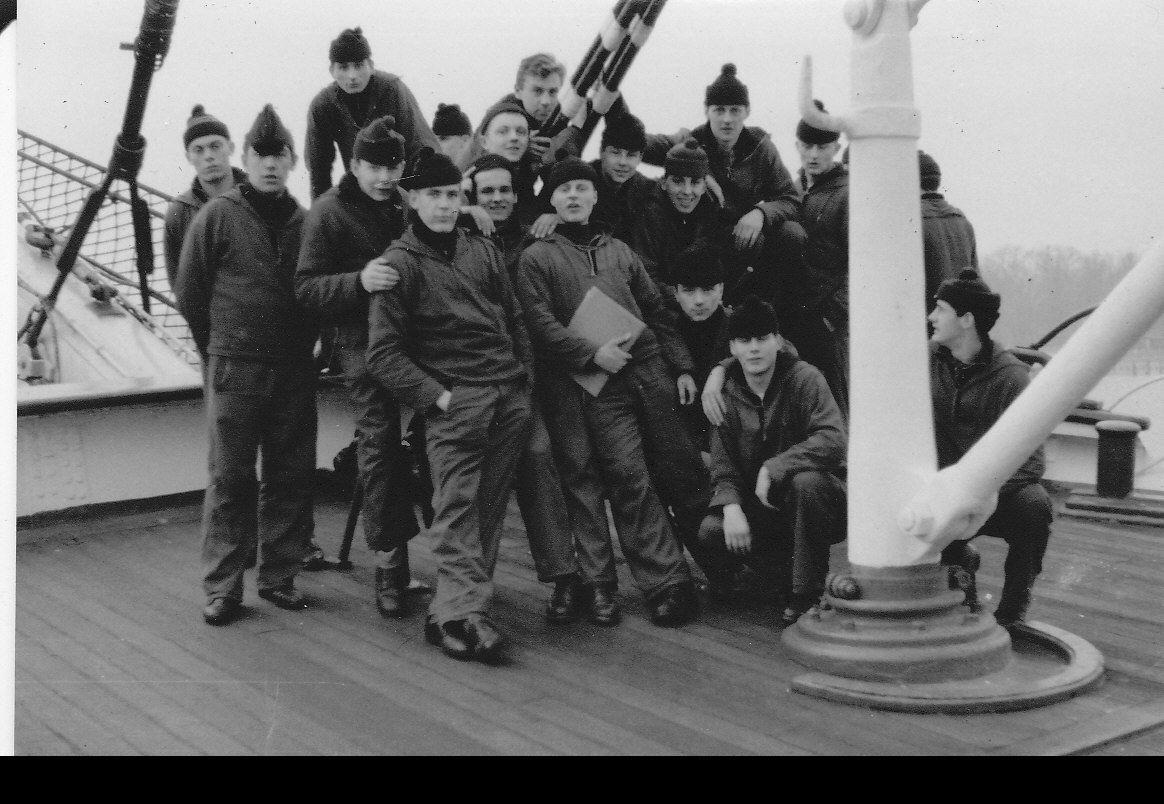
Seemannsschüler mit ihren Pudelmützen auf dem Segelschulschiff Passat – 1962
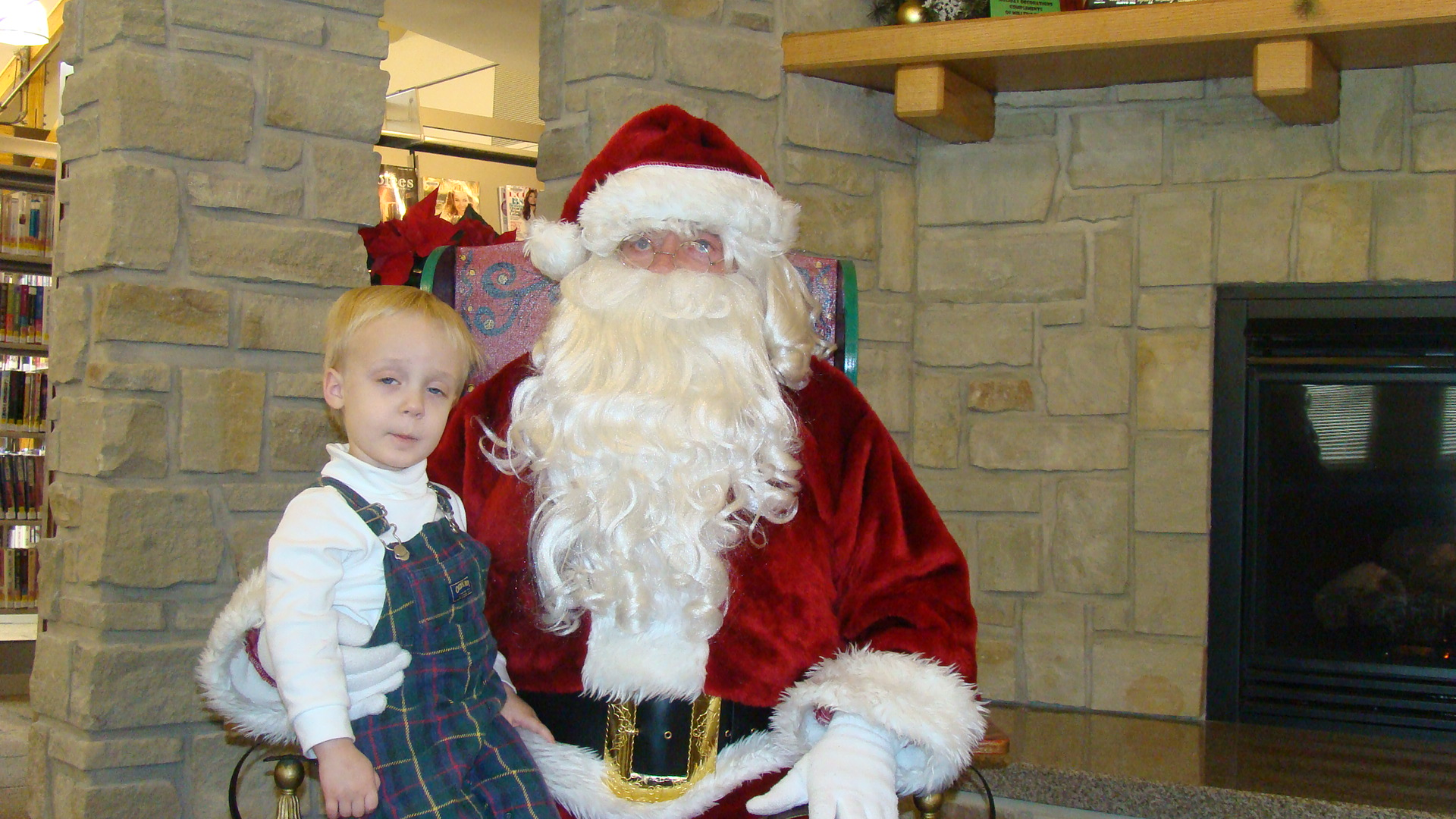
Die klassische Weihnachtsmannmütze, ist eine Pudelmütze in rot und weiß
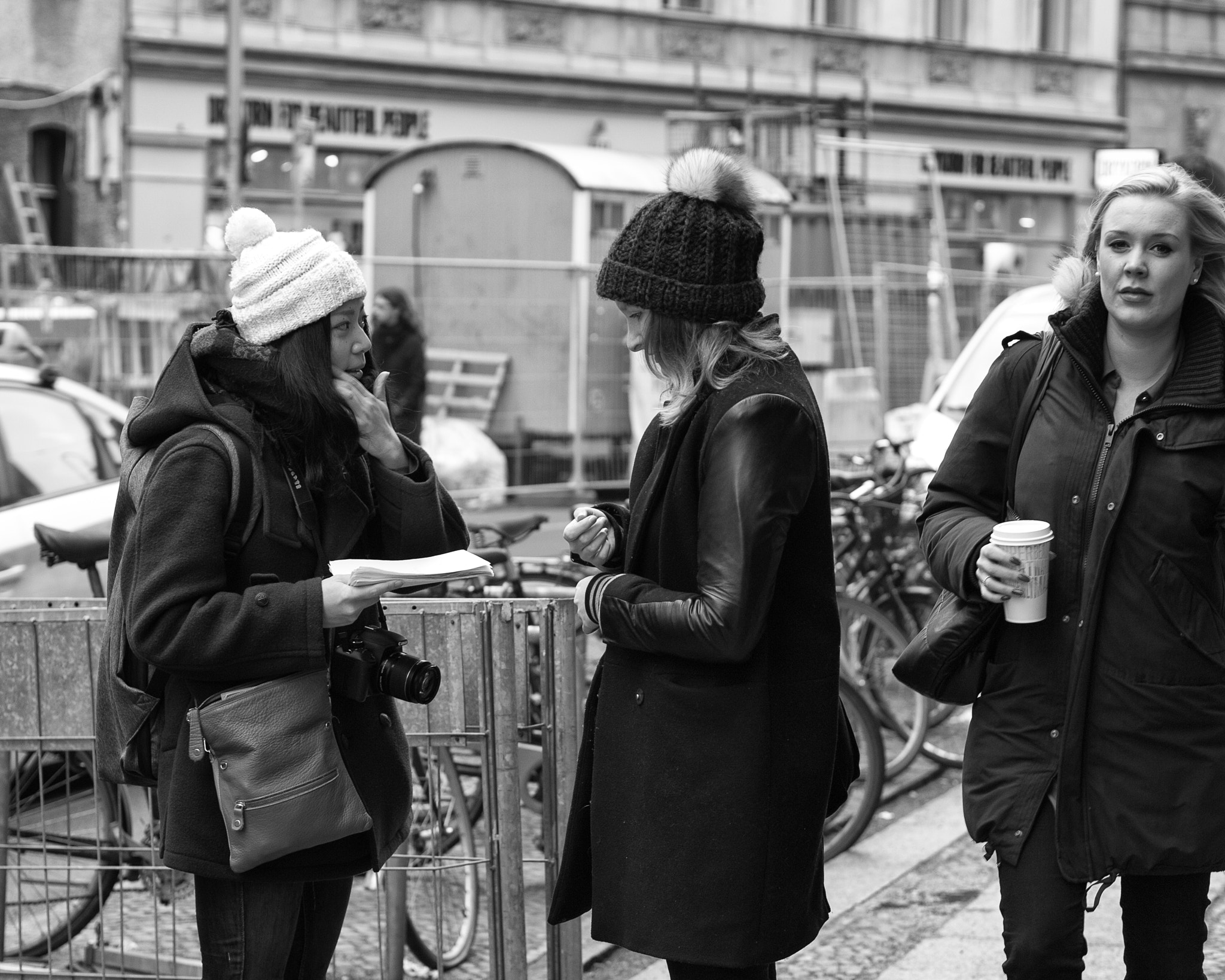
Zwei junge Frauen mit Pudelmützen (Foto: Sascha Kohlmann)
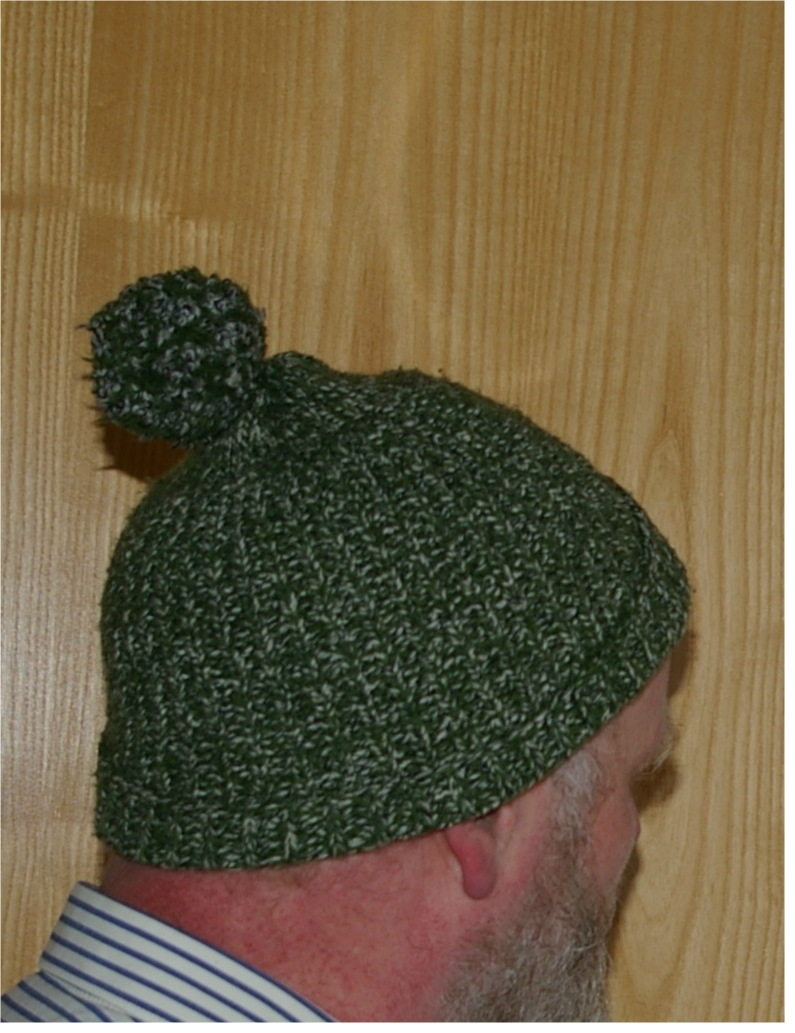
Grün melierte Bommelmütze
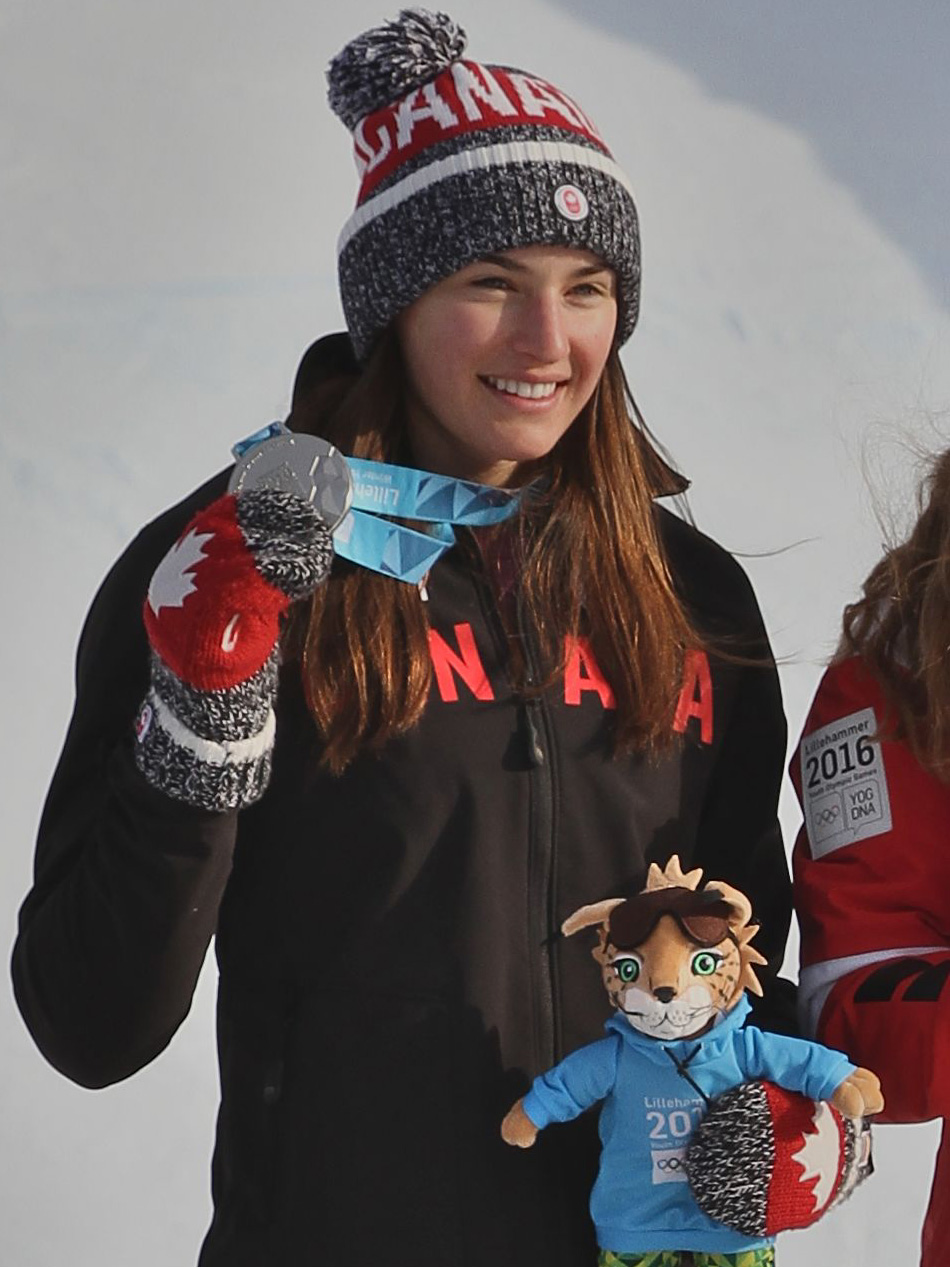
Ali Nullmeyer, 2016, bei den olympischen Spielen in Lillehammer
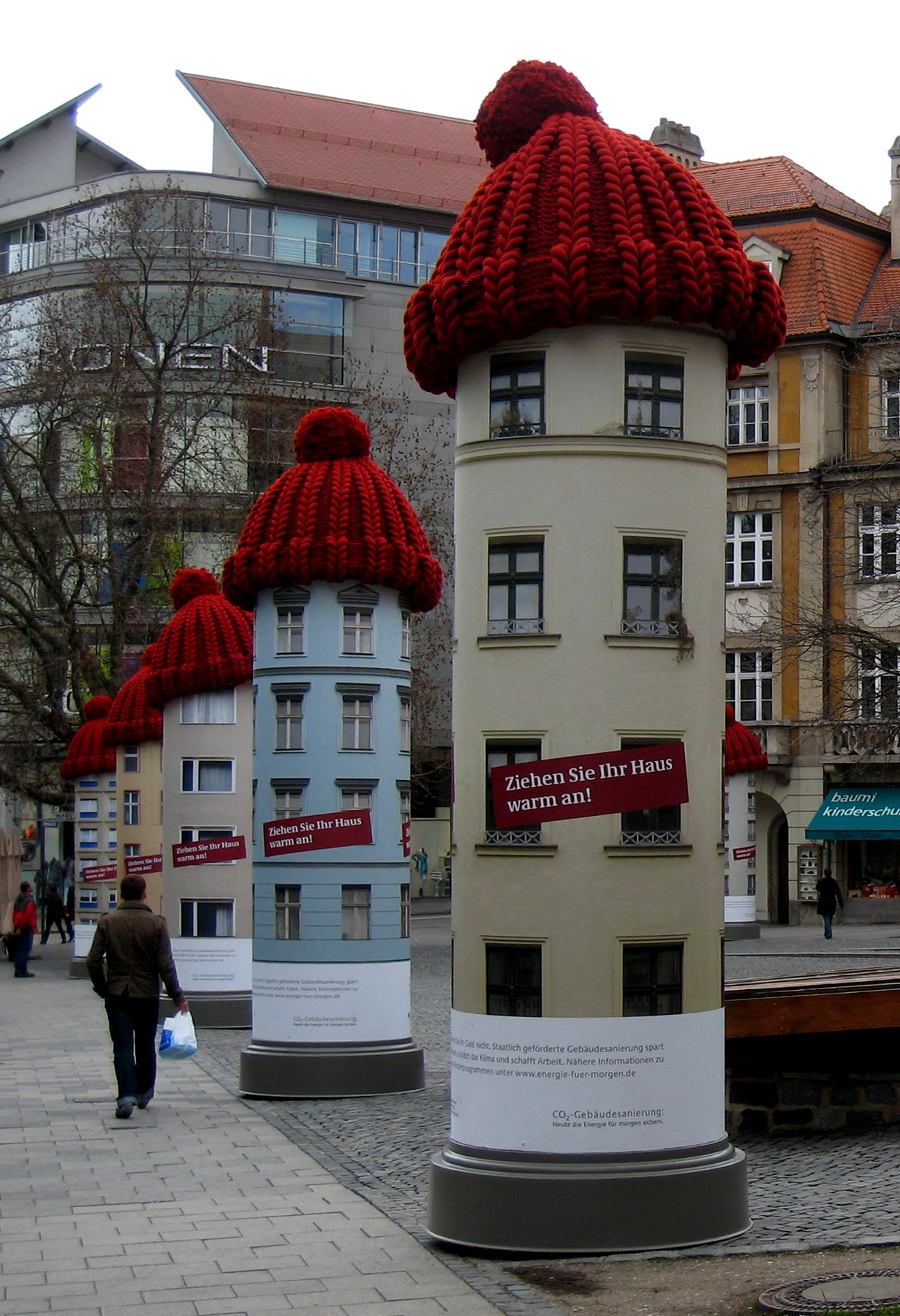
Litfaßsäulen mit Pudelmützen, 2008 (Foto: Horemu)
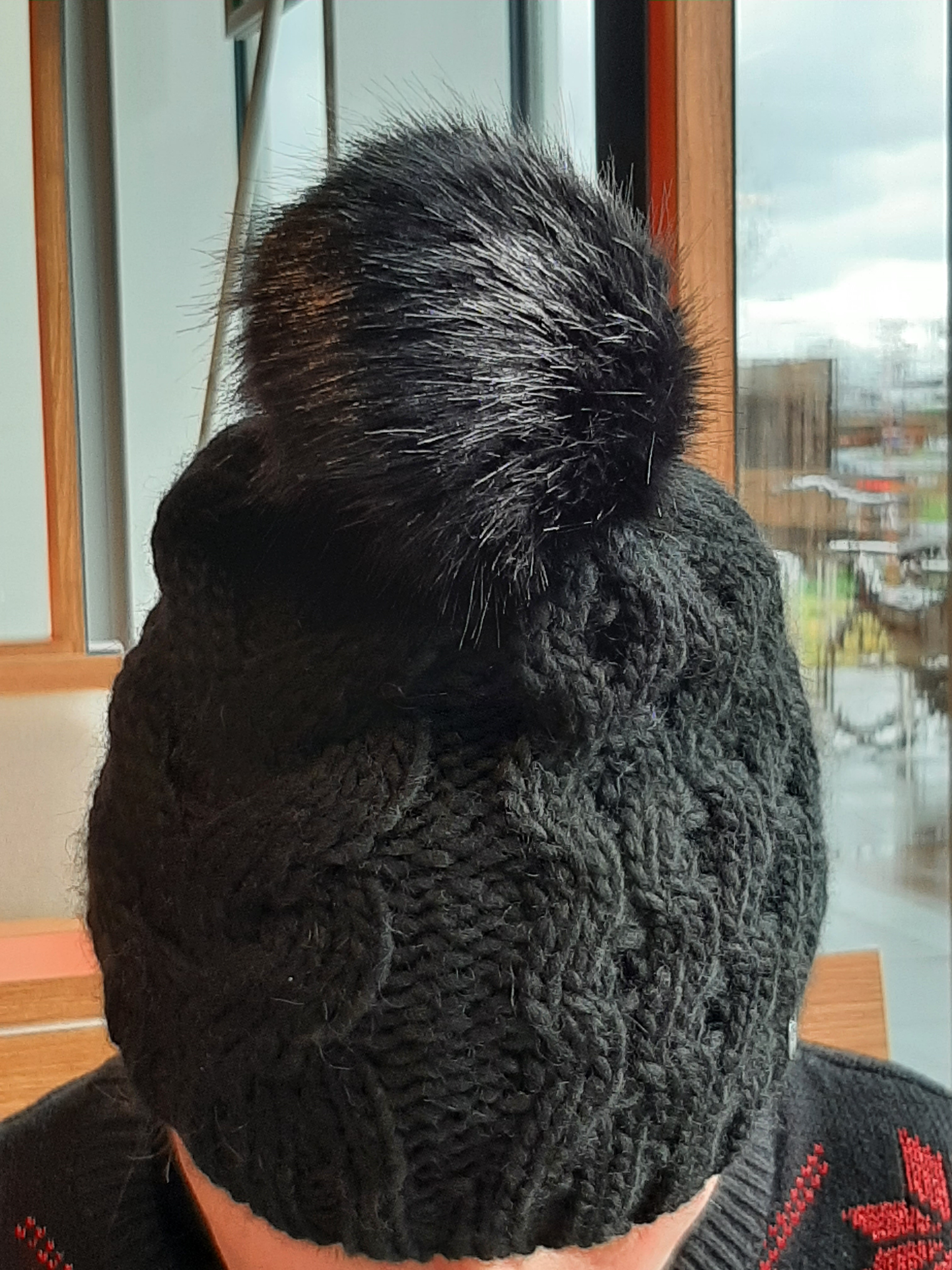
Alternativ zum klassischen Bommel, werden auch Mützen mit Applikationen aus Fell oder Kunstfell angeboten